# اولیویا وانچ
اولیویا وانچ (انگلیسی: Olivia Wunsch؛ زادهٔ ۳۱ مهٔ ۲۰۰۶) شناگر زن اهل استرالیا است.
وی در مسابقات کشوری و بین‌المللی در مجموع برندهٔ ۶ مدال طلا، ۱ مدال برنز شده است.